# FN Special Police Rifle
Le FN Special Police Rifle est une famille de fusils de précision créé par FN Manufacturing LLC, une branche américaine du groupe belge FN Herstal.

## Modèles
- FN A1 SPR
- FN A1a SPR
- FN A2 SPR
- FN A3 G SPR
- FN A4 SPR
- FN A5 M SPR

## Diffusion
Une variante du SPR est en service au sein du Hostage Rescue Team du FBI ( États-Unis) comme FNH SPR-USG (USG : US Government) depuis 2004.

## Apparition (Fr)
Le FN SPR apparait également dans Call of Duty: Modern Warfare sous le nom SPR-208

## Noters et références
1. ↑  (en) « SP-R 208 », sur Call of Duty Wiki (consulté le 3 novembre 2021)

### Lien exterene
- (en) Page de FNH USA